# Лабиринт (фильм, 2016)
Лабиринт (канн. ಚಕ್ರವ್ಯೂಹ) — индийский художественный фильм на языке каннада в жанре драмы и боевика, премьера которого в Индии состоялась 29 апреля 2016 года. Этот фильм является ремейком тамильского фильма Ivan Veramathiri, того же режиссёра.

## Сюжет
Лохит, инженер-строитель, похищает Омкара, брата коррумпированного министра юстиции, и удерживает его в заброшенном здании, которое находится в стадии строительства. За неделю до этого министр юстиции заказал массовую драку в юридической академии. Одному из студентов удалось сбежать, но он тяжело ранен. Он говорит Лохиту, что за всем этим стоит министр юстиции. Тот вместе с Садху доставляет студента в больницу, но доктор говорит, что он потерял слишком много крови. Тогда Лохит среди случайных прохожих находит Анджали, студентку колледжа. Она сдаёт кровь, но на следующий день студент умирает, а его мать вне себя от отчаянья. Лохит относится к этому серьёзно и похищает Омкара. На следующий день Омкар пытается сбежать, но герой переодевается, избивает его и держит его в другой комнате. Министр юстиции пытается найти его, но безрезультатно. Анджали узнаёт, что Лохит похитил Омкара, но не выдает его.
Министра юстиции арестовывают. Лохит отпускает Омкара, но тот решает отомстить. Когда полиция замечает Омкара, они преследуют его. Он останавливает Лохита и просит его подвезти. Ему удается позвонить в полицию. Вскоре Лохит уходит, оставляя Омкара на улице. Тот узнаёт, что Лохит был его похитителем. Позже Анджали звонит Омкару и говорит ему, что знает похитителя. Она показывает ему статью о том, что он потерпел аварию на велосипеде. Омкар понимает, что Анджали лжёт, поэтому он похищает её и приводит в то же здание, где Лохит держал его в течение нескольких дней. Тем временем инспектор Рагху начинает допрашивать министра юстиции, а когда он пытается убежать, стреляет в него. Омкар бросает вызов Лохиту. Тот направляется к себе домой, поскольку знает, что Омкар собирается похитить его мать. Лохит избивает его в здании, в котором удерживают Анджали. Лохиту удается спасти её; когда он доставляет её в больницу, Омкар пытается напасть на него. Рагху убивает Омкара.

## В ролях
- Пунит Раджкумар — инженер Лохит
- Рачита Рам — студентка Анджали, возлюбленная Лохита
- Арун Виджай — Омкар, брат министра юстиции (антагонист)
- Абхиманью Сингх — безымянный министр юстиции, брат Омкара
- Садху Кокила — Садху, ассистент Лохита
- Рангаяна Рагху — заместитель комиссара полиции Рагху
- Бхавья — мать Лохита
- Ситара — мать одного из студентов

## Производство
В феврале 2015 года режиссёр М. Сараванан объявил, что будет снимать фильм на языке каннада, и что главного героя сыграет Пунит Раджкумар. Чтобы написать музыку, был выбран телугуязычный композитор С. Таман. Благодаря маркетингу фильм был самым одним из самых ожидаемых.
В качестве актрисы на главную роль Пунит выбрал Рачиту Рам, для которой это было первое сотрудничество с ним. Изначально на роль злодея претендовал Вамши Кришна, который играл в оригинале, но в итоге вместо него был выбран другой тамильский актёр — Арун Виджай, для которого этот фильм стал дебютом в Сандалвуде. Также фильм стал дебютом для Абхиманью Сингха, который известен по телугу- и хиндиязычным фильмам.
Фильм снимали в 2015 году в Бангалоре, видеоклип на песню «Yenaithu» снимали в Португалии. Во время съёмок боевых сцен Арун Виджай получил травму.
Имя главного героя — Лохит, на самом деле не было придумано для фильма, это настоящее имя Пунита Раджкумара. Оно называется всего четыре раза за весь фильм, и только во второй половине.
Несмотря на то, что фильм является ремейком Ivan Veramathiri, от оригинала сохранилась лишь основная сюжетная линия, поскольку в сценарий добавили ключевые сцены, которых не было в оригинальной версии.

## Саундтрек
Фильм стал певческим дебютом для двух актёров, НТР-младшего, также дебютировавшего в Сандалвуде, и Каджал Агарвал, впервые в карьере записавшей песню, хотя она никогда не озвучивала своим голосом телугу- и тамилоязычные фильмы.
Вся музыка написана S. Thaman.
| №                   | Название               | Текст песни         | Исполнители                     | Длительность |
| ------------------- | ---------------------- | ------------------- | ------------------------------- | ------------ |
| 1.                  | «Geleya Geleya»        |                     | НТР-младший                     | 3:14         |
| 2.                  | «Yenaithu»             |                     | Пунит Раджкумар, Каджал Агарвал | 4:44         |
| 3.                  | «Ninthalli Nillalaare» |                     | Мегха                           | 4:28         |
| 4.                  | «Theme of Chakravyuha» | Chandan Shetty      | Чандан Шетти                    | 2:08         |
| 5.                  | «Yenaithu» (Remix)     |                     |                                 | 5:02         |
| Общая длительность: | Общая длительность:    | Общая длительность: | Общая длительность:             | 14:34        |

## Критика
| Рейтинги | Рейтинги |
| Издание  | Оценка   |
| -------- | -------- |